# ویکتور کوزنتسوف (بازیکن فوتبال)
ویکتور واسیلیویچ کوزنتسوف (روسی: Виктор Васильевич Кузнецов؛ زادهٔ ۲۵ فوریهٔ ۱۹۴۹) بازیکن فوتبال بازنشسته اهل اتحاد جماهیر شوروی سوسیالیستی و مربی اوکراینی است.
از باشگاه‌هایی که در آن بازی کرده‌است می‌توان به باشگاه فوتبال تاوریا سیمفروپول، باشگاه فوتبال زوریا لوهانسک، و باشگاه فوتبال زسکا روستوف-نا-دونو اشاره کرد.
وی همچنین در تیم ملی فوتبال شوروی بازی کرده‌است.
کوزنتسوف اولین بازی خود را برای شوروی در ۲۹ ژوئن ۱۹۷۲ در یک بازی دوستانه مقابل اروگوئه انجام داد. او در مرحله مقدماتی جام جهانی فوتبال ۱۹۷۴ بازی کرد.